# Jindřich Šimon Baar

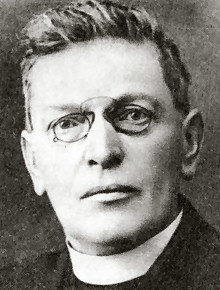
Jindřich Šimon Baar

Jindřich Šimon Baar, auch Heinrich Simon Baar, Pseudonym Jan Psohlavý (* 7. Februar 1869 in Klentsch; † 24. Oktober 1925 ebenda) war ein tschechischer katholischer Priester und Schriftsteller. Er gilt als Vertreter des Realismus in der Landprosa.

## Leben
Baar besuchte von 1880 bis 1888 das Gymnasium in Domažlice. Nach der Matura trat er in ein Priesterseminar in Prag ein und wurde 1892 zum Priester geweiht. Er wirkte in einigen Orten als Geistlicher und bemühte sich in dieser Funktion um die Reform der Kirche, zunächst als Kaplan von 1892 bis 1894 in Přimda, anschließend bis 1895 in Spálené Poříčí, dann in Stochov, Únětice, danach in den Jahren 1895 bis 1897 in Ořech.
Von 1899 bis 1909 war er in Klobuky bei Slaný tätig, ließ ein neues Pfarrhaus errichten. Danach kehrte er als Pfarrer von 1909 bis 1919 nach Ořech zurück.
1919 wurde Jindřich Šimon Baar in den Ruhestand versetzt und kehrte zurück in seinen Geburtsort. Seine Beschreibungen des Lebens in den Dörfern hatten vor allem bei den in USA lebenden Tschechen Erfolg.

## Werke
- Aus dem Reich der Träume (1988)
- 1900: Cestou křížovou
- 1905: Pro kravičku
- 1906: Farská panička
- 1908: Farské historky
- 1908: Johann Cimbura: Eine südböhmische Idylle (Jan Cimbura) – deutsche Übersetzung: Josef Blau (1941)
- 1922: Chodské povídky a pohádky
- Die Chodentrilogie (tschechisch Chodská trilogie)
  - 1923: Paní komisarka
  - 1924: Osmačtyřicátníci
  - 1925: Lůsy

### Verfilmungen
- 1938: Cestou křížovou – Regie: Jiří Slavíček
- 1941: Jan Cimbura – Regie: František Čáp
- Nach dem Roman Paní komisarka:
  - 1954: Muzikanti – Regie: Václav Vorlíček
  - 1975: Vlcí halír (Fernsehfilm) – Regie: Jaroslav Novotný